# Södra Sandsjömålet
Södra Sandsjömålet, traditionellt namn med IPA [søːʀa saŭŋɧømaːŭlɛt], traditionellt namn med vanliga alfabetet Söra Saongsjömaolet, är det traditionella talspråket (den ”genuina dialekten”) i Södra Sandsjö socken i Konga härad i Värend i Småland. Södra Sandsjömålet är ett sydsvenskt mål som har vissa drag gemensamma med det konservativa sydvästsmåländska området, och andra drag gemensamma med det mindre konservativa nordöstra området.
Bland ålderdomliga språkdrag finns pluralisböjning av verb, fast av en i nordiska språk nästan unik typ, och bevarat fornsvensk /k/ i jak och tok (jag, tog). Målet tillhör det sydsvenska feminina ackusativismområdet.
Bland nyare språkdrag finns avsaknad av belägg för a‑genitiv och ökande likheter (men ej sammanfall) mellan maskulint och feminint genus.
Kort och långt i‑ljud visar ett sammanfall med gammalt e‑ljud till [oi] i en uppteckning.

## Allmänt om genuina (traditionella) folkmål

### Äldre och nyare synsätt
I traditionell dialektforskning har det äldsta dokumenterade talspråket ansetts vara genuint folkmål (genuin dialekt). Begreppet ”genuint folkmål” (”genuin dialekt”) problematiseras i nyare forskning, eftersom talspråket inom ett område (till exempel en socken) i alla tider varit statt i förändring, och eftersom ordet ”genuin” kan uppfattas som värderande.
I ”klassisk dialektologi” var den vägledande uppfattningen att forskningen kunde och skulle dokumentera lokalt enhetliga ur fornsvenskan framvuxna dialekter (folkmål, landsmål, sockenmål, bygdemål), som var så opåverkade som möjligt av det framväxande riksspråket. Fastän termen ”genuin dialekt” idag överges till förmån för ”traditionell dialekt” är moderna definitioner av ”traditionell dialekt” ungefär desamma, till exempel hos Adam Horn af Åminne: ”Med traditionella dialekter avser jag talspråkliga varieteter som har utvecklats från fornnordiskan i obruten tradition utan genomgripande inverkan från standard- eller skriftspråk.”
Klassisk folkmålsforskning ansågs vara en räddningsaktion för att dokumentera de försvinnande ”genuina svenska dialekterna sådana de var innan folkomflyttningar och massmedia börjat likrikta dem”. Ett landsomfattande insamlings‑ upptecknings‑ och senare även inspelningsarbete genomfördes under slutet av 1800‑talet och under större delen av 1900‑talet av förmodat ”äkta” dialekter, som antogs vara bäst bevarade hos äldre talare på landet. En nutida beskrivning av en äldre lokal dialekt blir därför huvudsakligen en sammanställning av det insamlade materialet från den klassiska dialektologins epok. Enligt tidigare uppfattning kunde forskare ur ett fåtal äldre informanters språk rekonstruera en enhetlig äkta dialekt. Detta är nu ifrågasatt. Insamlade uppgifter skall tolkas som att vissa språkdrag är belagda på vissa orter vid en viss tidpunkt, snarare än att en stabil genuin dialekt har rekonstruerats.

### Oftast inga tydliga språkgränser
I större delen av Sverige finns inte väl avgränsade lokalspråk (sockenmål) i den meningen att ett stort antal språkdrag skulle finnas i en socken men inte i andra socknar; de flesta språkdrag är belagda i större områden. Lokala mål finns huvudsakligen i den meningen att en viss uppsättning av språkdrag har belagts i en viss socken vid vissa tidpunkter, medan andra (närbelägna) socknar har en något annorlunda uppsättning belagda språkdrag.

## Förhållande till andra mål
Södra Sandsjömålet är ett sydsvenskt mål som har de flesta av sina språkdrag gemensamma med omgivande socknars och härads mål. Vilka språkdrag som är gemensamma med andra områden varierar från fall till fall. I flera fall ligger målet i östra utkanten av ett (syd)västligt språkdrags utbredningsområde, eller i västra utkanten av ett (nord)ostligt drags område. Uttalet har betecknats som vacklande eftersom ”Södra Sandsjö ligger mellan två språkområden”.
Södra Sandsjömålet har dock ett särdrag som belagts i ett fåtal socknar, men  hittills inte i något grannmål: verbböjning med -en som allmän pluraländelse för första, andra och tredje person pluralis.
Stora likheter i ordförråd och uttal fanns på 1900‑talet med västra grannmålet Tingsåsmålet i Konga härad och med södra grannmålet Backarydsmålet i Medelstads härad i Blekinge; infödda upptecknare har urskiljt ”Tingsås‑Sandsjö‑Backaryd‑dialekten”. I väster uppges Urshultsmålet ha skiljt sig från Tingsås‑Sandsjö‑Backaryd‑dialekten genom uttalet, och i norr och väster anges Väckelsångsmålet respektive Älmebodamålet ha skilt sig bland annat genom ordförrådet.